# Classe Boyne (1790)
Pour les autres classes de navires du même nom, voir Classe Boyne.
La classe Boyne est une classe de vaisseau de ligne de 2e rang armés de 98 canons, conçue pour la Royal Navy par Sir Edward Hunt.

## Les unités de la classe
| classe Neptune      | classe Neptune               | classe Neptune   | classe Neptune | classe Neptune        | classe Neptune |
| Nom                 | chantier naval               | commande         | Lancement      | fin                   | Tableau        |
| ------------------- | ---------------------------- | ---------------- | -------------- | --------------------- | -------------- |
| HMS Boyne           | chantier naval de Woolwich   | 21 janvier 1783  | 27 juin 1790   | brulé le 1er mai 1795 |                |
| HMS Prince of Wales | chantier naval de Portsmouth | 29 novembre 1783 | 28 juin 1794   | détruit en 1822       |                |

## Sources et bibliographie
- (en) Cet article est partiellement ou en totalité issu de l’article de Wikipédia en anglais intitulé « Boyne class ship of the line (1790) » (voir la liste des auteurs).
- (en) Brian Lavery, The Ship of the Line, vol. 1 : The Development of the Battlefleet 1650-1850, Conway Maritime Press, 2003 (ISBN 0-85177-252-8)
- (en) Rif Winfield, British Warships in the Age of Sail 1793-1817 : Design, Construction, Careers and Fates, Seaforth, 2007, 418 p. (ISBN 978-1-86176-246-7)